# András Schäfer
András Schäfer (* 13. dubna 1999 Szombathely) je maďarský profesionální fotbalista, který hraje na pozici středního záložníka za německý klub 1. FC Union Berlín a za maďarský národní tým.

## Klubová kariéra
Schäfer debutoval v maďarské lize za MTK dne 1. dubna 2017, když nastoupil jako náhradník do venkovního zápasu proti Gyirmótu.
Dne 17. ledna 2020 se přesunul do Dunajské Stredy, na půlroční hostování s do konce sezóny 2019/20. Slovenský tým opci na přestup z Janova využil dne 9. září 2020.

## Reprezentační kariéra
Schäfer debutoval v maďarské reprezentaci 3. září 2020, při vítězství 1:0 v zápase Ligy národů proti Tureckem.
V červnu 2021 byl povolán na závěrečný turnaj Euro 2020. Svůj první reprezentační gól vstřelil 4. června 2021 při výhře 1:0 v přátelském utkání proti Kypru. Dne 23. června vstřelil gól v posledním zápase základní skupiny Mistrovství Evropy proti Německu; Maďaři v utkání získali bod za remízu 2:2.

## Úspěchy
Individuální
- Maďarský fotbalista roku – 2021[6]

## Statistiky

### Klubové
K 22. květnu 2021
| Klub            | Sezóna  | Liga                 | Liga   | Liga | Pohár  | Pohár | Evropské poháry | Evropské poháry | Celkem | Celkem |
| Klub            | Sezóna  | Liga                 | Zápasy | Góly | Zápasy | Góly  | Zápasy          | Góly            | Zápasy | Góly   |
| --------------- | ------- | -------------------- | ------ | ---- | ------ | ----- | --------------- | --------------- | ------ | ------ |
| MTK Budapešť    | 2016/17 | Nemzeti bajnokság I  | 2      | 0    | 0      | 0     | –               | –               | 2      | 0      |
| MTK Budapešť    | 2017/18 | Nemzeti bajnokság II | 28     | 4    | 6      | 2     | –               | –               | 34     | 6      |
| MTK Budapešť    | 2018/19 | Nemzeti bajnokság I  | 14     | 1    | 1      | 0     | –               | –               | 15     | 1      |
| MTK Budapešť    | Celkem  | Celkem               | 44     | 5    | 7      | 2     | 0               | 0               | 51     | 7      |
| Janov           | 2018/19 | Serie A              | 0      | 0    | 0      | 0     | –               | –               | 0      | 0      |
| Chievo          | 2018/19 | Serie B              | 0      | 0    | 0      | 0     | –               | –               | 0      | 0      |
| Dunajská Streda | 2019/20 | Fortuna liga         | 7      | 0    | 3      | 1     | –               | –               | 10     | 1      |
| Dunajská Streda | 2020/21 | Fortuna liga         | 27     | 0    | 1      | 0     | 3               | 0               | 31     | 0      |
| Dunajská Streda | Celkem  | Celkem               | 34     | 0    | 4      | 1     | 3               | 0               | 41     | 1      |
| Celkem          | Celkem  | Celkem               | 78     | 5    | 11     | 3     | 3               | 0               | 92     | 8      |

### Reprezentační
K 23. červnu 2021
| Maďarsko | Maďarsko | Maďarsko |
| Rok      | Zápasy   | Góly     |
| -------- | -------- | -------- |
| 2020     | 4        | 0        |
| 2021     | 5        | 2        |
| Celkem   | 9        | 2        |

#### Reprezentační góly
K zápasu odehranému 23. června 2021. Skóre a výsledky Maďarska jsou vždy zapisovány jako první.
| Gól | Datum           | Místo                                     | Soupeř  | Skóre | Výsledek | Soutěž                  |
| --- | --------------- | ----------------------------------------- | ------- | ----- | -------- | ----------------------- |
| 1.  | 4. června 2021  | Szusza Ferenc Stadion, Budapešť, Maďarsko | Kypr    | 1:0   | 1:0      | Přátelský zápas         |
| 2.  | 23. června 2021 | Allianz Arena, Mnichov, Německo           | Německo | 2:1   | 2:2      | Mistrovství Evropy 2020 |